# Невил (Охајо)
Невил (енгл. Neville) град је у америчкој савезној држави Охајо.

## Демографија
По попису из 2010. године број становника је 100, што је 27 (-21,3%) становника мање него 2000. године.
| Група             | 2000.       | 2010.      |
| Белци             | 126 (99,2%) | 99 (99,0%) |
| Афроамериканци    | 1 (0,8%)    | 0 (0,0%)   |
| Азијати           | 0 (0,0%)    | 1 (1,0%)   |
| Хиспаноамериканци | 0 (0,0%)    | 0 (0,0%)   |
| Укупно            | 127         | 100        |